# Ентомофобия
Ентомофобията (също позната като инсектофобия) е общ страх от или отвращение към насекоми и подобни членестоноги и дори други „гадини“ като червеи. Общо казано това състояние може да бъде свързано със „страх от насекоми и буболечки“. Това състояние причинява от лека до сериозна емоционална реакция, форма на тревожност или изпадане в паника. Тя е особен случай на специфични фобии, всичко от които имат в основата си същите причини и подобни методи на лечение.
Сред известните фобии са апифобия (страх от пчели) и арахнофобия (страх от паяци и скорпиони).